# Divisor de tensión
Un divisor de tensión o divisor de voltaje es una configuración de un circuito eléctrico que reparte la tensión de una fuente entre una o más impedancias conectadas en serie.
Aplicando un divisor de tensión en serie con cualquier otro dispositivo eléctrico, se consigue reducir la tensión aplicada a dicho dispositivo.  De esta forma se puede establecer un valor seguro que permita no dañar dicho dispositivo.
Un circuito análogo al divisor de tensión en el dominio de la corriente es el divisor de corriente.

## Ejemplo
Supóngase que se tiene una fuente de tensión {\displaystyle V_{f}}, conectada en serie con n impedancias. 
Como las impedancias están conectadas en serie, sabemos que la intensidad I es siempre la misma en todos los puntos del circuito. Por tanto, para conocer el voltaje {\displaystyle V_{i}} en la impedancia genérica {\displaystyle Z_{i}}, se utiliza la ley de Ohm: 
{\displaystyle V_{i}={I}\cdot {Z_{i}}}

{\displaystyle I={\frac {V_{f}}{\sum {Z_{n}}}}}
Sustituyendo la segunda ecuación en la primera se obtiene que el voltaje en la impedancia genérica {\displaystyle Z_{i}} será: 
{\displaystyle V_{i}={\frac {Z_{i}}{\sum {Z_{n}}}}\cdot {V_{f}}}
Obsérvese que cuando se calcula la caída de voltaje en cada impedancia y se recorre la malla cerrada, el resultado final es cero, respetándose por tanto la segunda ley de Kirchhoff.

## Divisor resistivo

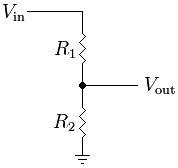
Divisor resistivo.

Un divisor resistivo es un caso especial donde ambas impedancias, Z1 y Z2, son puramente resistivas.
De ser así tenemos la siguiente fórmula:
{\displaystyle V_{\mathrm {out} }={\frac {R_{2}}{R_{1}+R_{2}}}\cdot V_{\mathrm {in} }}
R1 y R2 pueden ser cualquier combinación de resistencias en serie.

## Divisor capacitivo
Un divisor capacitivo es un caso particular donde ambas impedancias, Z1 y Z2, son puramente capacitivas. Para impedancias en general se cumple:
{\displaystyle V_{\mathrm {out} }={\frac {Z_{2}}{Z_{1}+Z_{2}}}\cdot V_{\mathrm {in} }}
Como la impedancia de un condensador es
{\displaystyle Z_{c}={\frac {-j}{\omega C}}}
Sustituyendo en la expresión del divisor de impedancias y simplificando se obtiene la siguiente fórmula para el divisor capacitivo:
{\displaystyle V_{\mathrm {out} }={\frac {C_{1}}{C_{1}+C_{2}}}\cdot V_{\mathrm {in} }}
C1 y C2 pueden ser cualquier combinación de condensadores en serie.

## Regulador de tensión
En general, un divisor de tensión lo que hace es obtener a su salida un voltaje V' proporcionalmente menor al voltaje que se aplica a su entrada. Este voltaje V' dependerá de las características de la impedancia en serie conectada.
Un regulador de tensión es un divisor de tensión con mecanismo de regulador de tensión de salida avanzado que permite a partir de un voltaje de entrada, V, fluctuante dentro de un determinado rango, un voltaje de salida, V', regulado a un valor estable y menor.  Para ello, dispone de capacidad de elevar o disminuir (según el caso) la corriente interna que lo esté atravesando en cada momento.
Permiten conseguir una alimentación correcta y segura de los componentes electrónicos, evitando daños si son sometidos a un voltaje demasiado elevado. 